# NGC 4324
NGC 4324 ist eine Linsenförmige Galaxie mit aktivem Galaxienkern vom Hubble-Typ S0/a im Sternbild Jungfrau nördlich der Ekliptik. Sie ist schätzungsweise 71 Millionen Lichtjahre von der Milchstraße entfernt und hat einen Durchmesser von etwa 65.000 Lichtjahren. Die Galaxie wird unter der Katalognummer VVC 613 als Teil des Virgo-Galaxienhaufens gelistet.
Im selben Himmelsareal befinden sich u. a. die Galaxien NGC 4378, NGC 4287, NGC 4300, IC 782.
Das Objekt wurde am 4. März 1862 von Heinrich Louis d’Arrest entdeckt.